# Лаголовское сельское поселение
Ла́головское се́льское поселе́ние — муниципальное образование в Ломоносовском районе Ленинградской области.
Административный центр — деревня Лаголово. 
Глава поселения — Рогачёва Светлана Владимировна, глава администрации — Селиванов Дмитрий Игоревич.

## География
Поселение расположено в восточной части района.
По территории поселения проходят автодороги:
- А180 «Нарва» (E 20) (Санкт-Петербург — Ивангород — граница с Эстонией)
- 41К-015 (Анташи — Красное Село)
- 41К-140 (Стрельна — Яльгелево)
- 41К-275 (подъезд к птицефабрике «Русско-Высоцкое»)
- 41К-630 (подъезд к дер. Телези)

Расстояние от административного центра поселения до районного центра — 60 км.

## История
С 1 января 2006 года в соответствии с областным законом Ленинградской области от 24 декабря 2004 года № 117-оз «Об установлении границ и наделении соответствующим статусом муниципального образования Ломоносовский муниципальный район и муниципальных образований в его составе» было образовано Лаголовское сельское поселение. В состав поселения вошла часть территории бывшей Русско-Высоцкой волости.

## Население
| 2006  | 2010  | 2011  | 2012  | 2013  | 2014  | 2015  |
| ----- | ----- | ----- | ----- | ----- | ----- | ----- |
| 3800  | ↘3787 | ↘3776 | ↘3761 | ↘3726 | ↗3795 | ↘3650 |
| 2016  | 2017  | 2018  | 2019  | 2020  | 2021  | 2023  |
| ↘3612 | ↘3553 | ↗3626 | ↗3638 | ↗3649 | ↘3315 | ↗3456 |
| 2024  | 2025  |       |       |       |       |       |
| ↗3608 | ↗3680 |       |       |       |       |       |

## Состав сельского поселения
| № | Населённый пункт | Тип населённого пункта          | Население    |
| - | ---------------- | ------------------------------- | ------------ |
| 1 | Лаголово         | деревня, административный центр | ↘3118 (2021) |
| 2 | Михайловка       | деревня                         | ↗123 (2017)  |
| 3 | Мухоловка        | деревня                         | ↘60 (2017)   |